# صائد الحشرات
صائد الحشرات (الاسم العلمي: Pinguicula) وهو جنس من النباتات الآكلة للحوم لها مجموعة من الأوراق اللحيمة غدية تنتج مادة لزجة دبقة لجذب الحشرات، وحينما تستقرّ حشرة على ورقة النبات، تنحني أطرافها إلى الداخل، وتمسك بالحشرة، فيقوم النبات بهضمها لتعويض النقص في المعادن التي تحصل عليها من البيئة. ولنبات صائد الحشرات العادي أزهار ذات لون بنفسجي، تنمو فوق سيقان طويلة رفيعة. وتستخدم أوراق هذا النبات في تخثير الحليب بالسويد، ولابلاند.
ينمو النوع الشائع منه، بالأراضي السبخة والمستنقعات، يوجد منها ما يقرب من 80 نوع معروفة حاليا، 12 موطنها الأصلي في أوروبا، و9 في أمريكا الشمالية، وبعضها في شمال آسيا. وأكثرها يوجد في أمريكا الجنوبية والوسطى.